# Ranered, Mölndals kommun
Ranered är en bebyggelse i Lindome socken i Mölndals kommun i Västra Götalands län. Området avgränsades före 2015 till en småort för att därefter räknas som en del av tätorten Hällesåker.